# Igor Kordej
Igor Kordej (Zagreb, 23. lipnja 1957.) hrvatski je crtač stripa, scenarist, ilustrator, grafički dizajner i scenograf.

## Životopis

### Školovanje
Pohađao je zagrebačku Školu primijenjene umjetnosti, grafički odsjek (1972. – 1977.) i Akademiju likovnih umjetnosti, grafički odsjek (1977. – 1979.). 

### Novi kvadrat
Od svoje osamnaeste godine profesionalno se bavi grafičkim dizajnom, a od svoje devetnaeste godine stripom, postavši članom grupe crtača stripa Novi kvadrat (1976. – 1979.), u okviru koje objavljuje stripove u mnogim omladinskim časopisima toga doba (Polet, Vidici, Studentski list, Pitanja). Grupa Novi kvadrat 1979. godine dobiva vrlo prestižnu jugoslavensku Nagradu Sedam sekretara SKOJ-a. 

### Studio SLS
Početkom osamdesetih Kordej se ponovo udružuje s Mirkom Ilićem u studiju SLS (kratica za “Sporo, loše i skupo”) i usredotočuje se uglavnom na izradu omota za albume jugoslavenskih pop-izvođača. Nakon prekida suradnje nastavlja sa samostalnom karijerom u jugoslavenskim časopisima glavne struje (Start, Studio, Fokus, Arena) na polju ilustracije i grafičkog oblikovanja, kreirajući naslovnice, filmske i kazališne plakate, logotipe i omote za albume pop-glazbe.

### Rad za inozemno tržište
Od 1986. godine nadalje prisutan je na europskom tržištu stripa u Francuskoj, Njemačkoj i Španjolskoj, a od 1989. i na američkom tržištu (Heavy Metal Magazine). Iz tog perioda najznačajnije je djelo album Les cinq saisons – Automne (scenarist je Nenad Mikalački Django), koji je 1990. objavio francuski izdavač Dargaud. Taj album je u Francuskoj uredbom Ministarstva kulture uvršten u sve javne knjižnice kao djelo od iznimnog kulturološkog značaja, a 2011. uvršten je i u knjigu Paula Gravetta 1001 Comics You Must Read Before You Die.
Kordej 1988. godine seli se iz Zagreba u istarski gradić Grožnjan i tamo, s prekidima, provodi gotovo desetljeće. Prvih nekoliko godina kao crtač i supervizor u okviru lokalnog dizajnerskog studija predvodi grupu od preko 20 crtača i scenarista s prostora bivše Jugoslavije (među kojima su mladi Darko Macan, Edvin Biuković i Goran Sudžuka, ali i veterani Radovan Devlić i Dragan Filipović Fipa) u izradi stripova i dizajna za njemačko tržište.

### Rad u inozemstvu
U ljeto 1991. na poziv kompanije Semic International odlazi u Dansku i tamo živi gotovo godinu dana radeći na produkciji strip-serijala Tarzan za američko tržište (izdavač Malibu Comics).  
Godine 1997. Kordej se seli u Kanadu na poziv tvrtke Digital Chameleon, u kojoj se zaposlio kao kreativni direktor. Zbog nesuglasica s upravom nakon osam mjeseci napušta Digital Chameleon te ponovo postaje slobodni umjetnik.

### Marvel
Njegov rad za američkog izdavača Marvel dijeli se u dvije faze.   
Prva faza traje od 1994. do 1996. godine; u tom razdoblju Kordej proizvodi niz ručno slikanih stripova za serijal Tales of the Marvels. Glavni urednik serijala je Marcus McLaurin. U isto vrijeme Kordej paralelno radi stripove i za izdavačku kuću Dark Horse.
Druga faza počinje 2001. godine, kad na poziv tadašnjeg glavnog urednika Joea Quesade Kordej počinje raditi na serijalima Cable i New X-Men.    
Ubrzo nakon terorističkih napada 11. rujna 2001. unutar Marvela provedena je akcija u kojoj su brojni crtači ilustrirali tu temu. Ilustracije su ubrzo prodane na javnoj dražbi, a sav prilog išao je porodicama poginulih. Kordejevu ilustraciju Pennsylvania Plane kupila je Kongresna knjižnica u SAD-u.
Već sljedeće godine (2002.) potpisuje ekskluzivni ugovor s Marvelom. Ipak, poznat kao vrlo brz crtač, urednici mu daju veliku količinu posla i naposljetku uzrokuje razočaranje obožavatelja zbog sve površnije izvedbe. Suradnja s Marvelom završava u travnju 2004., kad Kordej dobiva otkaz.  

### Delcourt
Taj čin, međutim, otvara novo poglavlje u njegovom stvaralaštvu jer već dva mjeseca kasnije potpisuje prve ugovore za Editions Delcourt i nastavlja plodnu suradnju s tim francuskim izdavačem do danas. U posljednjih petnaest godina, ritmom od 4–5 albuma godišnje (zaključno s 2019.), objavio je sedamdesetak albuma na frankofonskom tržištu, od kojih je samo serijal “Tajna povijest” prodan u preko 1,000.000 primjeraka.

### Ilustracija i grafički dizajn
Svih godina, paralelno uz rad na stripu, Kordej se nastavlja baviti ilustracijom i grafičkim dizajnom. Domaćoj je publici poznat Kordejev rad za zagrebački Algoritam – u periodu od 1993. do 2013. godine izrađuje preko 150 naslovnica za Algoritmove knjige. Grafičkim se dizajnom bavi za tržište frankofonskih zemalja i regije bivše Jugoslavije, a povremeno se kao ilustrator pojavljuje i na američkom tržištu.
Godine 2006. godine Kordej se vraća u Hrvatsku.

### Stil
Kordejev je repertoar crtačkih i slikarskih tehnika vrlo raznolik. Stripove radi u tehnici olovke, tuša, akvarela i gvaša, a ilustracije u tehnikama tuša, akvarela, gvaša, akrilika, kolaža, airbrusha i digitalnog slikanja u Adobe Photoshopu.

### Recepcija
Kordejevi stripovi do sada su prevedeni na francuski, engleski, njemački, španjolski, talijanski, srpski, mađarski i turski jezik. Njegovi radovi, između ostalih, nalaze se i u kolekcijama Kongresne knjižnice u SAD-u, Lucasfilmu (CA) i Muzeju moderne umjetnosti u New Yorku (MoMa).

## Nagrade i priznanja
- 1986. najbolji strip, časopis Mladost, Beograd – Zvjezdana prašina
- 1987. SFERA za najbolji strip, Zagreb[13]
- 1995. SFERA za najbolju ilustraciju, Zagreb[13]
- 1996. SFERA za najbolju ilustraciju u boji, Zagreb[13]
- 2000. nagrada Haxtur, najbolji crtač po glasanju publike, Gijón, Španolska – Batman/Tarzan – The Claws of the Catwoman
- 2005. nagrada Haxtur, najbolji crtač, Gijón, Španjolska – serijal X-treme X-Men – Storm: The Arena
- 2006. nominacije za Eisner i Harvey, nagrade za najbolji kratki serijal, simultano u SAD i Kanadi – Smoke[14]
- 2007. nagrada publike za najboljeg crtača, Reims, Francuska
- 2009. nagrada za doprinos stripu, FraMaFu festival, Dani stripa u Virovitici[15]
- 2009. Glyph nagrada, za najbolju naslovnicu, Philadelphia, SAD – serijal Unknown soldier[16]
- 2010. nominacija za Eagle Award, za najbolji strani strip, Bristol, Engleska – serijal Tajna povijest[17]
- 2010. nagrada publike, Avilés, Španjolska – Persona mas nocturna
- 2010. nagrada Fender Mega Muzika za najbolje likovno oblikovanje albuma, Zagreb – Leiner i Hrnjak: Viša sila[18]
- 2011. nagrada Marulo, za najbolju kazališnu scenografiju (s Valentinom Crnković), 21. Marulićevi dani, Split – predstava Čudo u Poskokovoj dragi[19]
- 2013. Vitez reda umjetnosti i književnosti (Ordre des arts et des lettres), Ministarstvo kulture Francuske[20]
- 2013. počasni član ULUPUH-a, Zagreb[21]
- 2020. zlatna medalja – najbolja izvedba – Rastko Ćirić za The Rubber Soul Project, box set. Global Music Awards, La Jolla, Kalifornija, SAD. Kordej je sudjelovao kao dizajner i izvršni producent.[22][23]
- 2022. najbolji umjetnik, European Science Fiction Society, Dudelange, Luksemburg.[24]
- 2023. PORIN nagrada za najbolje likovno oblikovanje albuma, Zagreb – Chui: Zagreb - Berlin[25]
- 2024. SFERA za najbolji strip – Texas Kid, moj brat – grafička novela, Zagreb[26]
- 2024. nagrada Minas Edhel za životno djelo, ZMAJKON, Niš, Srbija.[27]

## Djela

### Europsko tržište (prva izdanja)

##### Albumi
- Del mismo lado (s Mirkom Ilićem; Toutain, 1987.)
- La Saga de Vam #1-3 (Les Humanoïdes Associés, 1987. – 1988.)
- Stranac (Kondor, 1990.)
- Zvijezde (Kondor, 1990.)
- Metro (Kondor, 1990.)
- Les cinq saisons – Automne (Dargaud, 1990.)
- Diosamante (Les Humanoïdes Associés, 2002.)
- L'Histoire Secrète #1-2 & 6-35 (Delcourt, 2005. – 2019; serija traje)
- Empire #1-4 (Delcourt, 2007. – 2016.)
- Taras Boulba #1-2 (Delcourt, 2008.)
- Le Cœur des Batailles #1-2 (Delcourt, 2008.)
- Keltos #1-2, (Delcourt 2007. – 2008.)
- L'Idole et le Fléau #1- 2 (12 bis, 2009.)
- Vam (crno/bijela kolekcija; Marketprint, 2010.)
- U zoni sumraka (kolekcija; Kvadrat, 2010.)
- Vam (definitivna kolor kolekcija; Fibra, 2011.)
- Zvijezde (definitivna kolekcija, Fibra, 2011.)
- Les 30 Deniers #1-5 (Delcourt, 2014. – 2016.)
- Nous, les morts #1-4 (Delcourt, 2015.)
- Tarzan / Reke krvi (System comics, 2015.)
- Déjà vu (Kvadrat, 2015.)
- Jour J  #12, 15, 24, 29-31 (Delcourt, 2013. – 2017.)
- Marshal Bass #1-10 (Delcourt, 2017. – 2023.; serija traje)[28]
- Colt & Pepper #1-2 (Delcourt, 2020. – 2021.)[29]
- Mobius #1-3 (Delcourt, 2021. – 2022.)[30]
- Texas Kid, moj brat (Orka specijal 52, Fibra, 2023.)[31]
- Texas Kid, moj brat (De luxe edition, Orka 64, Fibra, 2023.)[32]
- Teksas Kid, moj brat (Međuvreme, Veseli četvrtak, 2023.)[33]

#### Naslovnice
- Stripoteka (Marketprint, 1984.)
- Spunk novosti #36 (Marketprint, 1985.)
- Patak #3 (Vinkovci, 1986.)
- Hrvatski Velikani #1, 3 (Astoria, 2007.)

### Američko tržište (prva izdanja)
(naslovi označeni zvjezdicama su se pojavili i na francuskom tržištu)

##### Dark Horse Comics
- Edgar Rice Burroughs' Tarzan: A Tale of Mugambi (1995.)
- A Decade of Dark Horse (1996.)
- Predator: Kindred #1-4 (1996. – 1997.)
- Aliens: Havoc #1 (1997.)
- Star Wars: Droids – The Protocol Offensive (1997.)
- Edgar Rice Burroughs' Tarzan: Carson of Venus #1-4 (1998.)
- Star Wars Tales #1 (1999.)*
- Tarzan/Batman: Claws of the Catwoman #1-4 (1999.)*
- Edgar Rice Burroughs' Tarzan: The Rivers of Blood #1-4 (1999. – 2000.)
- Star Wars: Chewbacca #1 (2000.)

##### IDW Publishing
- Smoke #1-3* (2005.)

##### Heavy Metal magazine
- The Wall (1989.)
- Five seasons: Autumn (1992.)
- Wanderer (1994.)
- Tumbleweed (1994.)

##### Marvel Comics
- Conspiracy #1-2 (1998.)
- Heroes #1 (2001.)
- Cable #97-105, 107 (2001. – 2002.)*
- New X-Men #119-120, 124-125, 128-130 (2001. – 2002.)*
- Moment of Silence #1 (2002.)
- Black Widow: Pale Little Spider #1-3 (2002.)*
- Captain America Vol. 3 #50 (2002.)
- Soldier X #1-8 (2002. – 2003.)*
- X-Treme X-Men #25-46 (2003. – 2004.)*

##### Naslovnice
- The Real Adventures of Jonny Quest #3 (Dark Horse, 1996.)
- Predator: Kindred #1-4 (Dark Horse, 1996. – 1997.)
- Predator vs. Judge Dredd #3 (Dark Horse, 1997.)
- Classic Star Wars: Han Solo at Stars' End #1 (Dark Horse, 1997.)
- Star Wars: Tales of the Jedi — Redemption #1-5 (Dark Horse, 1998.)
- Star Wars Special #1 (Dark Horse, 1998.)
- Angel: The Curse #1, 3 (IDW Publishing, 2005.)
- Unknown Soldier  Vol. 4 , #1-6 (Vertigo, 2008. – 2009.)
- Detective Comics #1018 (DC Comics, 2020.)
- Basketful of Heads #6 (DC Comics, 2020.)
- 20th Century Men #1 (Image, 2022.)

#### Odabrane kolekcije/grafičke novele na američkom tržištu
- Batman/Tarzan: Claws of the Cat-woman (Dark Horse, 2000.)
- Star Trek: The Gorn Crisis (WildStorm, 2000.)
- X-Treme X-Men Vol. 5: God Loves, Man Kills (Marvel, 2003.)
- X-Treme X-Men Vol. 6: Intifada (Marvel, 2003.)
- X-Treme X-Men Vol. 7: Storm / The Arena (Marvel, 2004.)
- X-Treme X-Men Vol. 8: Prisoner of fire (Marvel, 2004.)
- Smoke (IDW, 2005.)
- New X-Men: New Worlds (Marvel, 2006.)
- The Secret History Omnibus #1-3 (Archaia, 2010. – 2014.)
- Marvels Companion (Marvel, 2014.)
- Cable: Soldier X (Marvel, 2018.)

## Vanjske poveznice
- Intervju s Igorom Kordejem